# 2013我愛HK恭囍發財
《2013我愛HK恭囍發財》是由邵氏影城有限公司與電視廣播有限公司合作拍攝的賀歲電影，由譚詠麟、葉玉卿、陳百祥、曾志偉、馮淬帆、黃宗澤、謝天華及徐子珊領銜主演。鍾澍佳執導，由曾志偉、戚家基監製。
此電影於2012年11月開拍，於2013年2月7日農曆新年檔期推出，故事主線圍繞著七十年代的懷舊香港及2013年的現代。

## 演員表

### 七十年代

#### 宋家
| 演員           | 角色   | 暱稱／關係 |
| 黃宗澤         | 宋池雄 | 諧音：鬆弛熊 茶樓夥計，後為老闆 美洋洋之男友，後為其夫 夏石森之好友，後為死敵 黎源之好友 宋大富之父 中年由譚詠麟飾演 |
| 徐子珊         | 美洋洋 | 諧音：美羊羊 紗廠太子女 美龍骨之女 宋池雄之女友，後為其妻 朱玉圓之好友 宋大禮之母 中年由葉玉卿飾演                   |
| 羅梓龍         | 宋大禮 | Sam Sung（影射SAMSUNG） 中文名稱諧音：送大禮 宋池雄、美洋洋之子 青年由王祖藍飾演                                     |
| 陳奕明（嬰兒） | 宋大禮 | Sam Sung（影射SAMSUNG） 中文名稱諧音：送大禮 宋池雄、美洋洋之子 青年由王祖藍飾演                                     |

#### 朱家
| 演員   | 角色   | 暱稱／關係                                      |
| 黃光亮 | 朱沙展 | 朱玉圓之父                                      |
| 鄭欣宜 | 朱玉圓 | 諧音：豬肉丸 追求夏石森 美洋洋之好友 朱沙展之女 |

#### 大團圓茶樓
| 演員   | 角色   | 暱稱／關係                                                         |
| 馮淬帆 | 黎 源  | 茶樓老闆，後頂讓茶樓給宋池雄 宋池雄之好友                          |
| 黃宗澤 | 宋池雄 | 茶樓夥計，後為老闆 參見宋家                                        |
| 謝天華 | 夏石森 | 茶樓夥計，後因虧空公款被捕 宋池雄之好友，後為死敵 中年由陳百祥飾演 |
| 路 芙  | 路經理 | 茶樓經理 黎源之前下屬 宋池雄之下屬                                 |
| 古明華 | 古部長 | 茶樓部長 黎源之前下屬 宋池雄之下屬                                 |
| 田啟文 | 田大廚 | 茶樓大廚 黎源之前下屬 宋池雄之下屬                                 |
| 王志安 | 王二廚 | 茶樓二廚 黎源之前下屬 宋池雄之下屬                                 |
| 彭懷安 | 哥士的 | 茶樓水電工、廁所部長 於現代因為將註冊的物品名稱賣給手機集團而發達  |
| 孟 瑤  | 蘇 碧  | 茶樓知客                                                           |

#### 其他演員
| 演員   | 角色   | 暱稱／關係                      |
| 許紹雄 | 美龍骨 | 紗廠老闆 美洋洋之父 諧音 尾龍骨 |
| 麥長青 | 七星仔 | 股票經紀                        |
| 敖嘉年 | 花旦王 |                                 |
| 高海寧 | 楚 楚  |                                 |
| 魯 芬  | 貴利芬 | 夏石森之債主                    |
| 林敏驄 | 道 友  |                                 |
| 張堅庭 | 神 父  |                                 |
| 盧大偉 | 黑社會 |                                 |
| 呂慧儀 | Daisy  | 甜心集團女少東                  |
| 王維德 | 黃 Sir | 警察                            |

### 現代

#### 宋家
| 演員   | 角色   | 暱稱／關係                                                           |
| 譚詠麟 | 宋池雄 | 茶樓老闆 美洋洋之夫 夏石森之死敵 宋大禮、宋三富之父 青年由黃宗澤飾演 |
| 葉玉卿 | 美洋洋 | 茶樓老闆娘 宋池雄之妻 宋大禮、宋三富之母 青年由徐子珊飾演            |
| 王祖藍 | 宋大禮 | Samsung 宋池雄之長子 宋三富之兄 嬰兒由陳奕明飾演 童年由羅梓龍飾演    |
| 莊思敏 |        | 宋大禮之妻                                                           |
| 黎諾懿 | 宋三富 | 宋池雄之次子 宋大禮之弟                                              |
| 張嘉兒 | Cherry | 宋三富之妻                                                           |
| 江欣燕 | Maria  | 宋池雄之傭人                                                         |
| 曾鉑喬 | 宋範   | 宋池雄之孫                                                           |

#### 其他演員
| 演員   | 角色       | 暱稱／關係                                 |
| 陳百祥 | 夏石森     | 甜心集團主席 宋池雄之死敵 青年由謝天華飾演 |
| 曾志偉 | 天 使      | 神仙 宋池雄之傾訴對象                      |
| 曾志偉 | 魔 鬼      | 夏石森之心魔                               |
| 周志康 | 茶 客      |                                            |
| 陳 友  |            | 大團圓酒樓伙計                             |
| 彭健新 |            | 大團圓酒樓伙計                             |
| 葉智強 |            | 大團圓酒樓伙計                             |
| 陸 永  |            | 便利店顧客                                 |
| 鄧英敏 | 師 傅      |                                            |
| 康 華  |            | 銀行職員                                   |
| 錢國偉 | 韓先生     | 財務顧問                                   |
| 邵音音 | 何韻師太   | 名字影射:何韻詩                            |
| 林盛斌 | 收數佬     |                                            |
| 吳雲甫 |            | 夏石森手下                                 |
| 溫家偉 |            | 夏石森手下                                 |
| 何華超 | 首飾舖老闆 |                                            |
| 阮政峰 |            |                                            |
| 姚 兵  |            |                                            |
| 翁佳妮 |            |                                            |
| 小 肥  | 編 劇      |                                            |
| 羅利期 | 報 販      |                                            |
| 謝雪心 |            |                                            |
| 翟威廉 |            |                                            |
| 張秀文 |            |                                            |
| 李家聰 |            |                                            |
| 喬寶寶 |            | 印度同鄉會會長                             |
| 馬蹄露 | 菠菜蓮     |                                            |
| 陳智燊 | 劉傑華     |                                            |

## 電影歌曲
- 〈L.O.V.E〉群星主唱
- 〈喜上有囍〉群星主唱
- 〈求職七友〉群星主唱
- 〈I Love Hong Kong〉李治廷、林欣彤主唱
- 〈忍不住的亂Fing〉葉玉卿主唱

## 外部連結
- 《2013我愛HK恭囍發財》官方網站
- 2013我愛HK恭囍發財的新浪微博
- YouTube上的我愛HK恭囍發財 I Love Hong Kong (2013) 粤語
- YouTube上的官方預告
- 2013我愛HK恭囍發財的Facebook專頁
- 《2013我愛HK恭囍發財（页面存档备份，存于）》在香港雅虎的電影頁面（繁體中文）
- 開眼電影網上《2013我愛HK恭囍發財》的資料（繁體中文）
- 豆瓣电影上《王牌情敌》的資料 （简体中文）
- 时光网上《王牌情敌》的資料（简体中文）
- 香港影庫上《2013我愛HK恭囍發財》的資料（繁體中文）
- 互联网电影数据库（IMDb）上《2013我愛HK恭囍發財》的资料（英文）